# جامع العاقولي

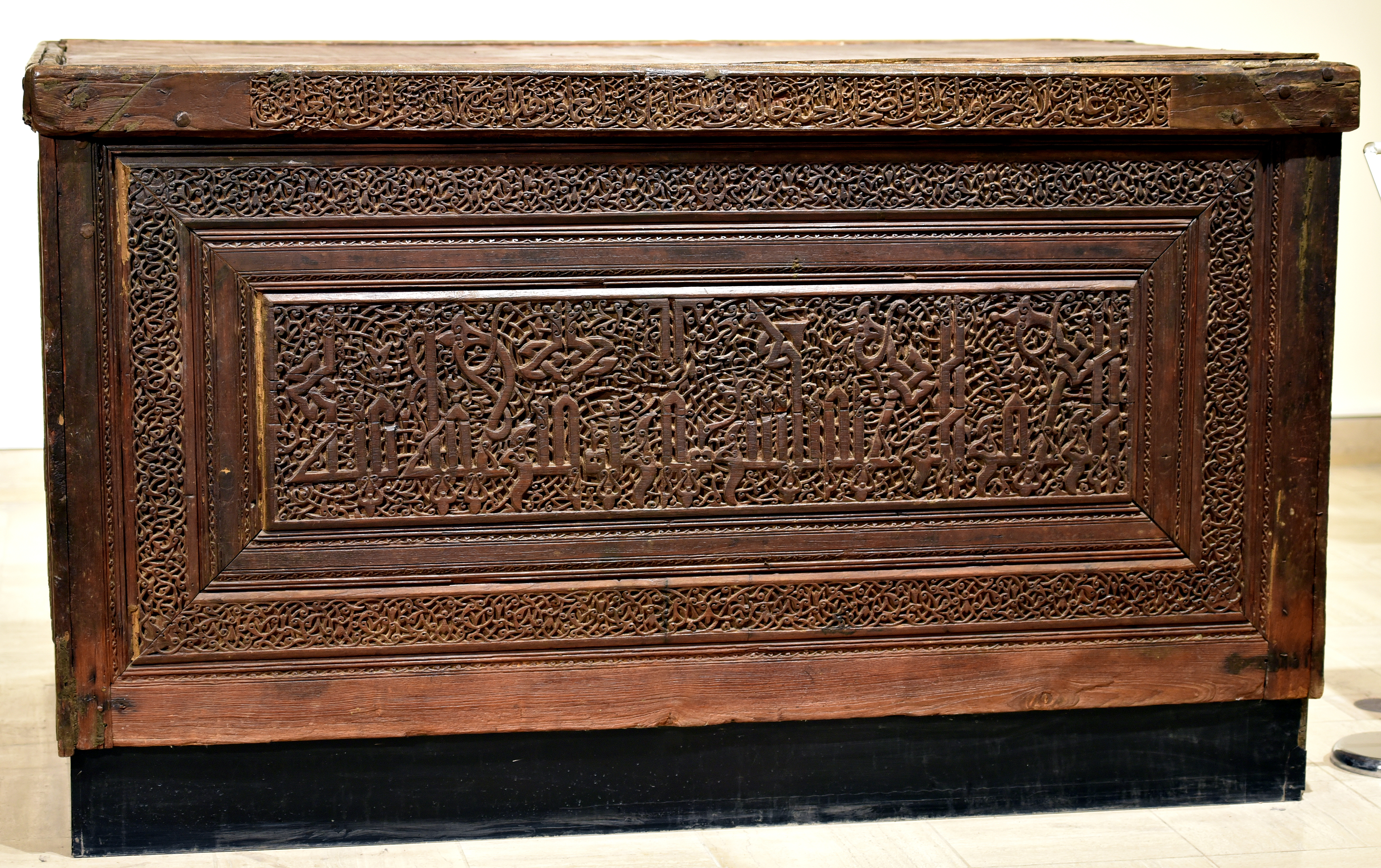
صندوق ضريح الامام العاقولي من الخشب المنقوش بزخارف وكتابات بالخط العربي يعود إلى القرن الثامن الهجري/ القرن الرابع عشر الميلادي كان موضوعاً على قبره في جامع العاقولي وهو محفوظ اليوم في المتحف العراقي ببغداد

جامع العاقولي من مساجد العراق القديمة والأثرية، ويقع في جانب الرصافة من مدينة بغداد، وشيد وبني الجامع في عام 728هـ/1327م، وتبلغ مساحته دونم واحد تقريباً، وسمي بالعاقولي نسبة إلى الإمام جمال الدين محمد العاقولي، الذي يوجد قبره في الجامع، وكان العاقولي مفتي الديار في ولاية بغداد، في وقته ولمدة 71 عاماً، ويمتاز الجامع بعدة قباب متصلة ببعضها، وترتكز القباب على أربعة أعمدة من المرمر البني، وتعلوه نقوش زهرية إضافة إلى ارتكاز القباب على الجدران المحيطة، ويحوي الجامع محرابين أحدهما خارج الحرم في المصلى الصيفي، وفيه منارة مئذنة عالية ذات حوض واحد ومبنية بطراز هندسي ومعماري قديم.
وأجريت على الجامع أعمال الصيانة والترميم عدة مرات وآخر صيانة أجريت للجامع كانت في عام 1431هـ/ 2010م، من قبل ديوان الوقف السني في العراق.
وتقام فيه حالياً صلاة الجمعة وصلاة العيدين وسائر الصلوات.